# Linnaemya caffra
Linnaemya caffra là một loài ruồi trong họ Tachinidae.